# 伞花野丁香
伞花野丁香（学名：Leptodermis umbellata）为茜草科野丁香属下的一个种。

## 扩展阅读
- 維基物種上的相關：伞花野丁香